# Freie Tonalität
Freie Tonalität bezeichnet eine Tonalität, die sich nicht an das System der Dur-Moll-Tonalität gebunden fühlt, andererseits noch nicht als rein atonal bezeichnet werden kann. Die Übergänge von der Tonalität zu einer völligen Atonalität sind fließend.
Ende des 19. Jahrhunderts führten Chromatik und immer komplexere Akkorde zur Auflösung der traditionellen Tonalität. Es wurde sowohl vom Höreindruck als auch in der Analyse einer Partitur schwieriger, Klänge noch als funktionsharmonische Abfolge einzuordnen.

## Bei Schönberg
Die Bezeichnung freie Tonalität wird z. B. auf eine Schaffensperiode Arnold Schönbergs angewandt, die eine Übergangsphase zwischen seinen spätromantisch-tonalen Frühwerken und der ab op. 11 praktizierten freien Atonalität darstellt. Hierzu gehören die 1. Kammersymphonie und das 2. Streichquartett, die seinerzeit zu kontroversen Reaktionen des Publikums und der Kritik führten. Diese Werke werden zwar noch im bisher üblichen Sinne einer Dur- oder Molltonart zugeordnet, zeigen jedoch in ihrer musikalischen Struktur eine weitgehende Loslösung von tonartlichen Fixierungen.

## Bei Hindemith
Während Schönberg sich von der herkömmlichen Tonalität über die Zwischenstufen der „freien Tonalität“ und „freien Atonalität“ zur „strengen Atonalität“ der Zwölftonmusik entwickelte, hielt sein „Haupt-Widersacher“ Paul Hindemith an der Tonalität fest und stellte in seiner Unterweisung im Tonsatz ein tonales System vor, das nicht mehr auf den traditionellen Dur- und Molltonarten basiert, sondern auf Verwandtschaftsbeziehungen innerhalb der chromatischen Tonleiter. Welche Bedeutung Hindemith seinem System beimaß, zeigt, dass er es in einem dem Wohltemperierten Klavier nachempfundenen Werk (Ludus tonalis) „verherrlichte“. Rein formal äußert sich Hindemiths freie Tonalität im Fehlen jeglicher Vorzeichnung in seinen Partituren.

## Weitere Komponisten der Klassischen Moderne
Neben den vorgenannten Beispielen sind Werke weiterer namhafter moderner Komponisten an der Grenze zwischen Tonalität und Atonalität zu verorten, so etwa diejenigen Prokofjews, Schostakowitschs, Skrjabins und Ornsteins. 

## Im Jazz
Im Jazz wird der Begriff freie Tonalität ebenfalls in der Beschreibung und Analyse moderner Spielformen wie derjenigen des Free Jazz genutzt, bei denen sich die Tonalität auflöst, ohne dass dies zu einer reinen Atonalität führt. Andererseits betonen Autoren dort die Wurzeln diverser Auflösung schon in frühen Formen des Jazz wie im Swing und im New Orleans.